# Synagoga Staronowa w Pradze
Synagoga Staronowa w Pradze (cz. Staronová synagoga; niem. Alt-neu Shul, Altneuschule, Altneusynagoge) – najstarsza czynna synagoga w Europie, znajdująca się w Pradze w centrum dzielnicy Josefov, przy ulicy Červenej 2.
Synagoga została zbudowana w 1270 roku, w stylu wczesnogotyckim. Była jedną z pierwszych praskich budowli w tym stylu.
Na początku istnienia była zwana Nową lub Wielką. Kiedy zaczęły powstawać nowe synagogi w XVI wieku, zaczęto ją nazywać „staronową”, ponieważ wciąż istniała stara synagoga, zastąpiona po rozbiórce w 1867 przez Synagogę Hiszpańską. Obecnie jest najstarszą czynną synagogą Europy i cały czas służy praskiej gminie żydowskiej.

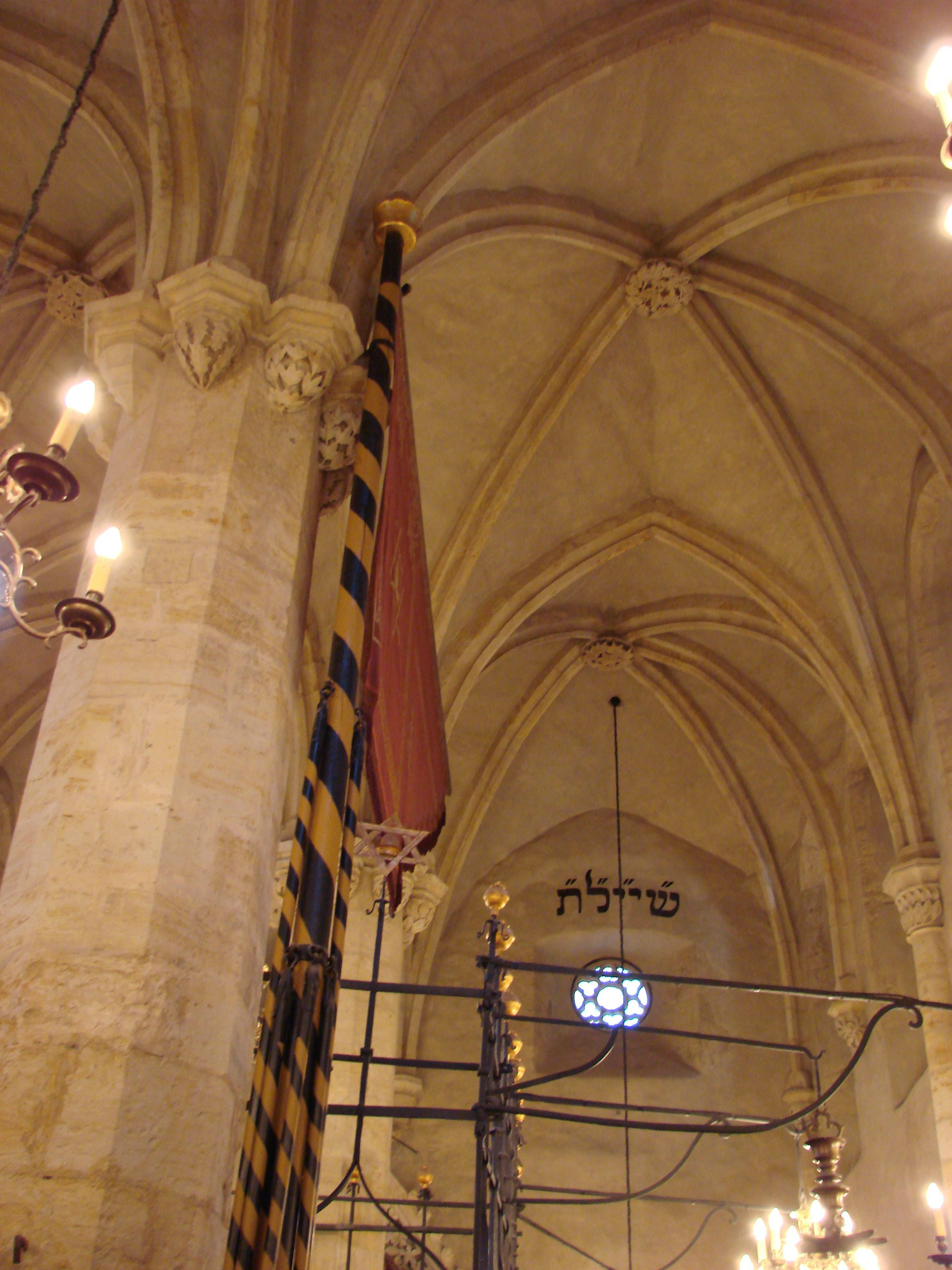
Wnętrze
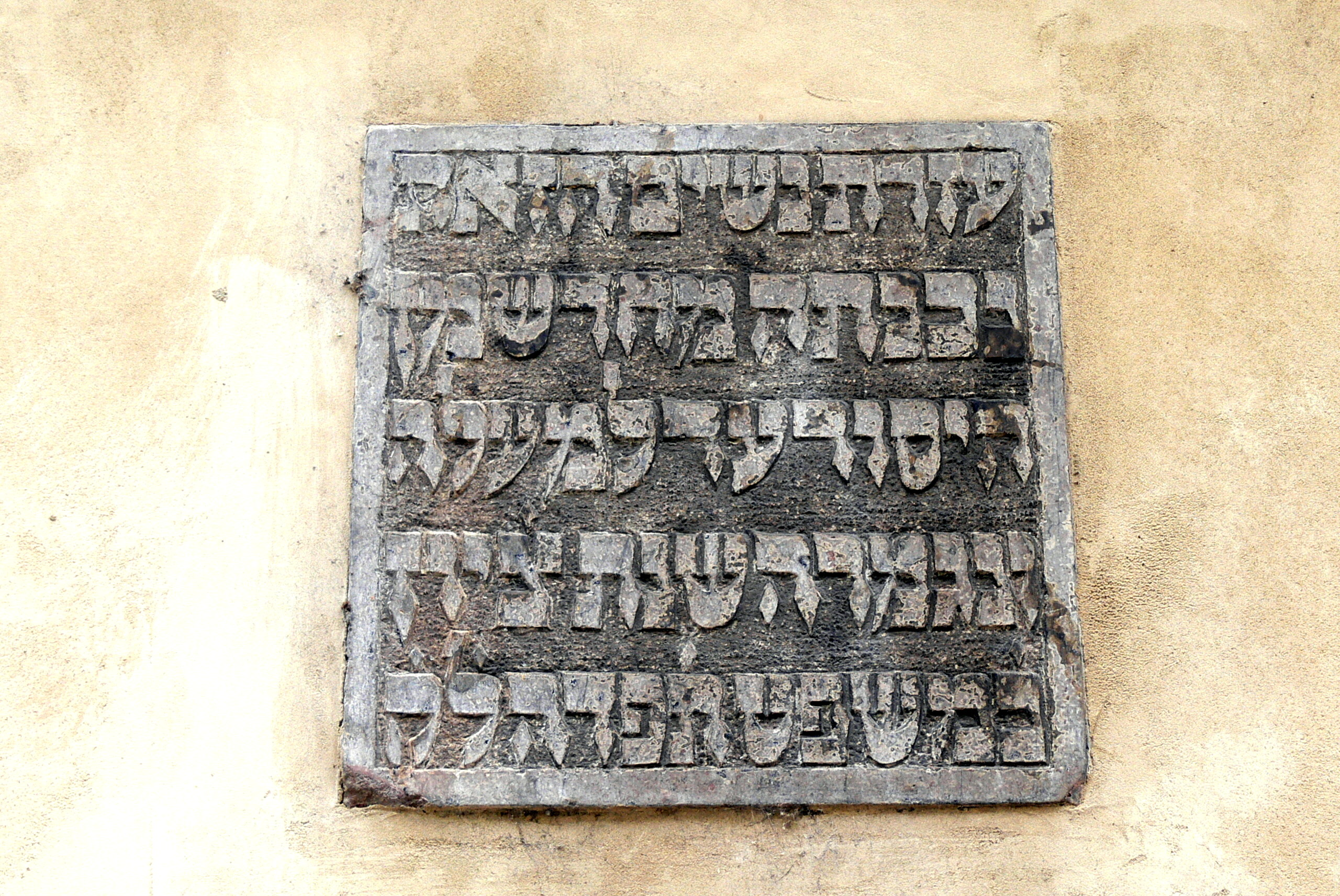
Hebrajskie inskrypcje
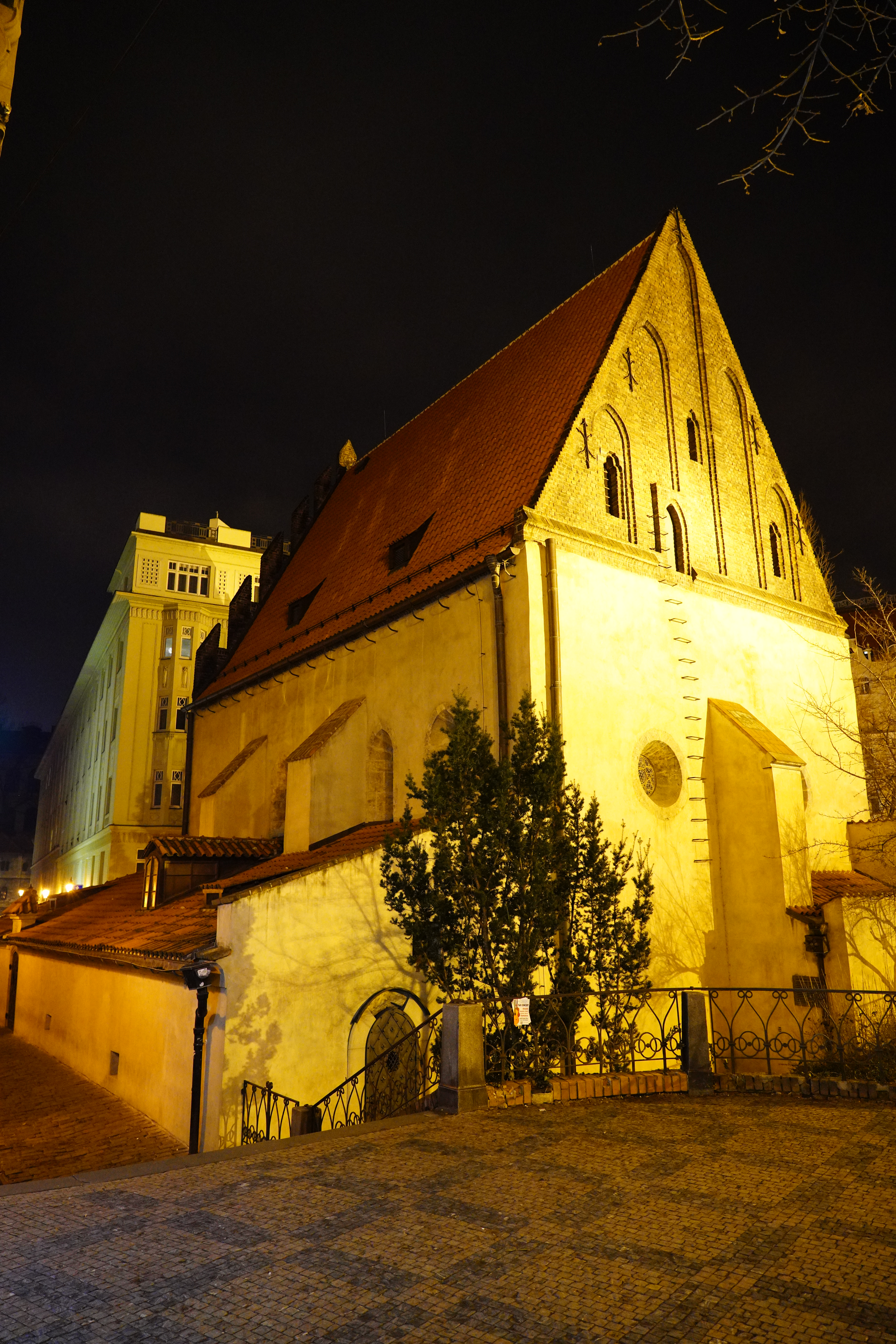
Synagoga nocą

Do synagogi prowadzi dziewięć stopni w dół, gdzie wchodzi się do westybulu, z którego wchodzi się do kwadratowej głównej sali modlitewnej. Wejście ujęte jest w gotycki portal, w którego tympanonie znajdują się grona winorośli symbolizujące Dwanaście Plemion Izraela. Dwa rzędy filarów biegną od wschodu do zachodu i przesłaniają widok znajdującego się na wschodniej ścianie Aron ha-kodesz. Krzyżowo-żebrowe sklepienia posiadają dodatkowe piąte żebro, niemające uzasadnienia konstrukcyjnego, a dodane w celu uniknięcia w wystroju synagogi motywu krzyża.
Na środku znajduje się duża bima, otoczona XV-wieczną żelazną kratą, kutą w wymyślne ornamenty. Na ścianach znajdują się liczne kamieniarskie i hebrajskie inskrypcje. W bocznych pomieszczeniach znajdują się babińce.
Z synagogą związane są liczne legendy, m.in. o tym że synagoga została zbudowana przez żydowskich uciekinierów z Jerozolimy, którzy po zburzeniu Świątyni Jerozolimskiej w 70 roku rozproszyli się po całym świecie. Legenda mówi, iż aniołowie przynieśli tu fragmenty Świątyni Salomona, a tutejsi Żydzi użyli ich dla założenia owej synagogi. Żydzi wierzyli, iż kiedy przyjdzie Mesjasz, budynek zostanie „porwany” i kamienie wrócą do Jerozolimy.
Druga znana legenda mówi że synagoga była domem Golema, stworzonego przez rabina Jehudę Löw ben Bezalela.